# La Charrière
La Charrière era una comuna francesa, que estaba situada en el departamento de Deux-Sèvres, de la región de Nueva Aquitania, que en 1973 fue suprimida al fusionarse con la comuna de Prissé, formando la comuna de Prissé-la-Charrière.

## Demografía
| Gráfica de evolución demográfica de La Charrière entre 1800 y 1968 |
|                                                                    |

Los datos demográficos contemplados en este gráfico de la comuna de La Charrière se han cogido de la página francesa EHESS/Cassini.